# Савельєв Володимир Олександрович
Володимир Олександрович Савельєв (1902, Російська імперія — 23 травня 1958, місто Київ) — радянський діяч, начальник Головного управління Дніпровського річкового пароплавства при Раді міністрів УРСР.

## Життєпис
Народився в родині робітника. Трудову діяльність розпочав у тринадцятирічному віці на заводі «Аксай» у місті Ростові-на-Дону.
Член РКП(б) з 1919 року.
Учасник громадянської війни в Росії.
У 1920-х роках працював слюсарем судноремонтних майстерень.
У 1928—1942 роках — заступник голови правління Дніпровського річкового пароплавства; на керівних посадах у Народному комісаріаті водного транспорту СРСР та Народному комісаріаті річкового флоту СРСР.
З 1942 року — начальник Центрального військово-відбудовного управління Народного комісаріату річкового флоту СРСР.
У травні 1948 — липні 1956 року — начальник Дніпровського річкового пароплавства Української РСР та уповноважений Міністерства річкового флоту СРСР при Раді міністрів Української РСР.
У липні 1956 — 23 травня 1958 року — начальник Головного управління Дніпровського річкового пароплавства при Раді міністрів Української РСР.
Раптово помер 23 травня 1958 року в Києві.

## Звання
- підполковник

## Нагороди
- орден Леніна
- орден Трудового Червоного Прапора
- орден Червоної Зірки
- медаль «За перемогу над Німеччиною у Великій Вітчизняній війні 1941—1945 рр.» (1945)
- три медалі